# Synagoge (Bad Wildungen)

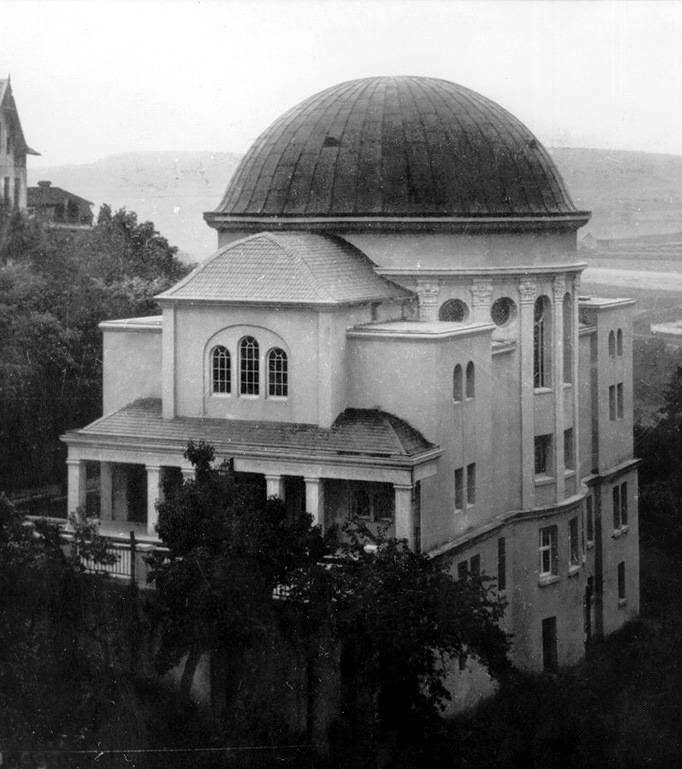
Ansicht der Synagoge in Bad Wildungen von Westen, um 1914

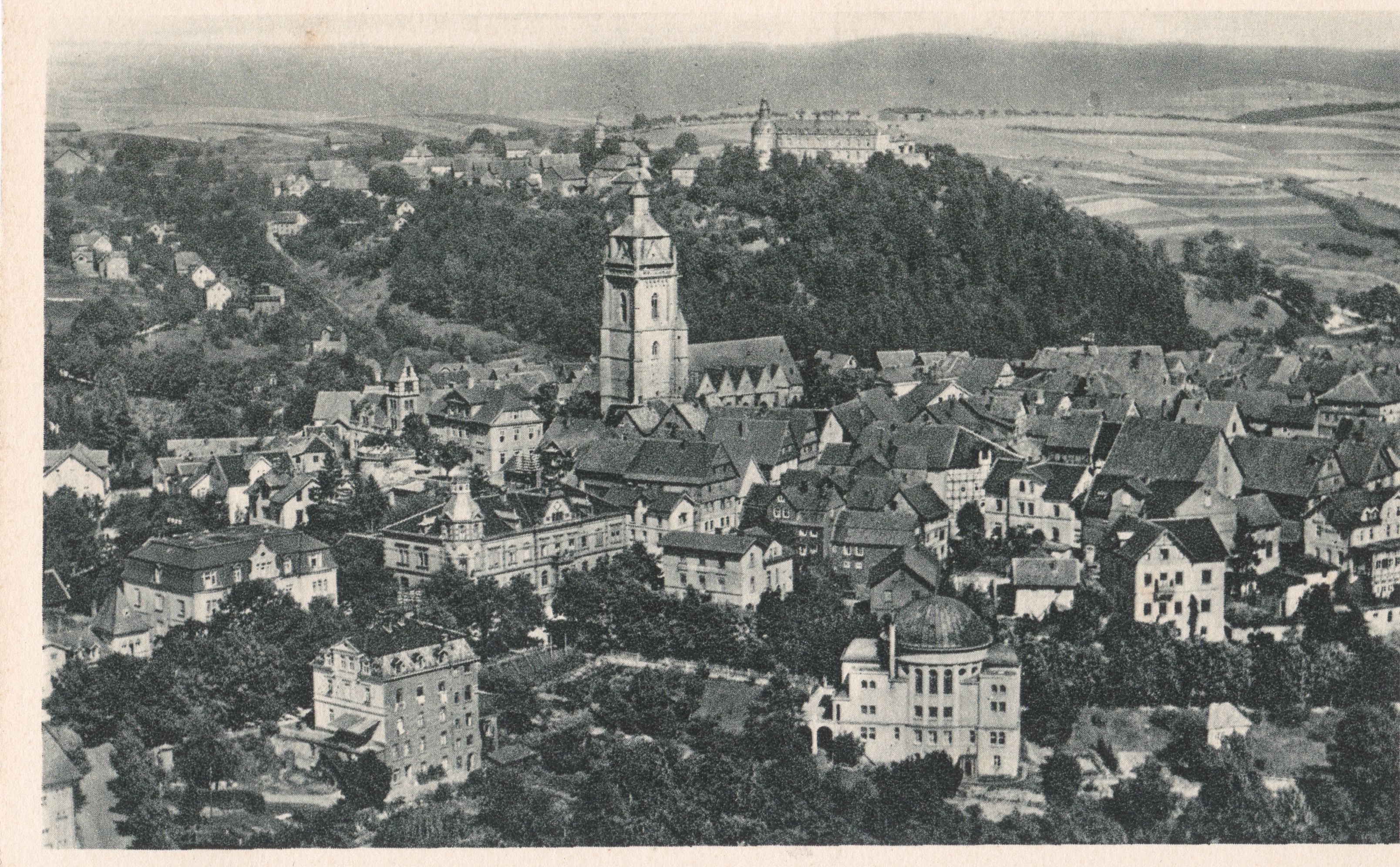
Luftbild der Altstadt von Südsüdwesten, rechts im Vordergrund die Synagoge, um 1925

Die Synagoge in Bad Wildungen wurde 1914 erbaut. Sie bestand nur 24 Jahre und wurde während der Novemberpogrome 1938 zerstört. Das Gebäude am Südwestrand der Altstadt, in der Straße Dürrer Hagen, ist heute weitgehend unbekannt, weil es kaum veröffentlichte Fotoaufnahmen von ihm gibt.

## Baugeschichte
Schon seit dem 15. Jahrhundert lebten einzelne Juden bzw. jüdische Familien in der Stadt, aber erst nachdem im Jahre 1814 Juden im Fürstentum Waldeck den übrigen Untertanen rechtlich gleichgestellt wurden und die Schutzgelder entfielen, stieg ihre Zahl allmählich an. In der zweiten Hälfte des 19. Jahrhunderts wuchs ihre Zahl soweit an, dass 1877 eine jüdische Gemeinde (Kehillah) begründet werden konnte. Die Synagoge löste einen Raum im Waisenhof in der Waisengasse ab, der seit 1890 der jüdischen Bevölkerung als Betraum gedient hatte (das ehemalige Waisenhaus war Mitte des 19. Jahrhunderts in Privatbesitz übergegangen). Die jüdische Gemeinde in Bad Wildungen stellte 1913 den Bauantrag für das neue Gotteshaus beim städtischen Magistrat. Schon am 5. August 1914 fand in der Synagoge ein „Bittgottesdienst für Kaiser, Reich sowie für die ausziehenden Truppen und für den Erfolg unserer Waffen“ statt. Der erste reguläre Gottesdienst fand am 19. September 1914 statt. Eine ehemals für den August geplante Einweihungsfeier sollte wegen „der derzeitigen Kriegswirren einer späteren Zeit vorbehalten bleiben“.
Finanziert wurde das Gotteshaus von der jüdischen Gemeinde, aber auch von jüdischen Kurgästen aus aller Welt. Es bot daher Platz für 200 Gläubige, obwohl die Gemeinde selbst nur maximal 152 Menschen umfasste. Der wirtschaftliche Aufschwung der Stadt durch den Kur- und Badebetrieb im Kaiserreich war also Voraussetzung für diesen großen Bau, dessen Kosten sich auf 50.000 Mark beliefen.

## Architektur
Die Synagoge galt „als eines der schönsten und ungewöhnlichsten jüdischen Gebetshäuser deutscher Kleinstädte“. Errichtet in Hanglage, zudem freistehend, war sie von Süden weithin sichtbar. Sie wirkte imposant, wuchtig und orientalisch. Architekt war Ernst Cohn, der Kompagnon des Essener „Ateliers für Architektur und Kunstgewerbe J. Bremenkamp & Ernst Cohn“ war. Er war von Edmund Körner beeinflusst, dem Erbauer der Alten Synagoge in Essen, die (zusammen mit der Hurva-Synagoge in Jerusalem) ein Vorbild war für das Gotteshaus in Bad Wildungen. Der Baustil der neuen Monumentalität war Ausdruck eines in der Gesellschaft des Kaiserreiches aufsteigenden und selbstbewusst gewordenen Judentums.
Über eine Treppe und einen Vorhof erreichte man die Vorhalle und schließlich den Kuppelraum mit dem Emporengeschoss für die Frauen. Im Hauptraum stand der Almemor mit dem Toraschrein. Der Kuppelbau, bedeckt mit Kupferblech, maß über zwölf Meter Durchmesser. Auf den unteren sechs rechteckigen Fenstern waren die Schöpfungstage dargestellt. Jedes der sechs hohen Fenster im oberen Teil des Kuppelsaals stellte jeweils zwei der zwölf Söhne Jakobs dar, die zu den Stammvätern der zwölf Stämme Israels wurden – einer im Rundfensterteil oben, der zweite im runden Teil des Rechteckfensters darunter. Auf weiteren neun Rundfenstern waren allgemeine Symbole aus der jüdischen Kunst dargestellt. Nur noch einzelne Schwarz-Weiß-Fotografien dieser Fenster sind erhalten.

## Nutzung
Im Sockelgeschoss des Gebäudes befanden sich acht Räume: Wohn-, Ess- und Schlafzimmer und Küche, Büro, zwei Kellerräume und ein Schul- und Sitzungszimmer. In letzterem wurden der Religionsunterricht für die Kinder abgehalten sowie Sitzungen der jüdischen Gemeinde, des Synagogenvorstands oder auch des Israelitischen Humanitätsvereins. Die Wohnung wurde von dem Kantor und Lehrer der jüdischen Gemeinde und seiner Familie genutzt. Bis 1933 war dies Jonas Hecht; auf ihn folgte Hermann Stern, der 1938 nach Wiesbaden wechselte. Der Name seines Nachfolgers, der etwa zwei Wochen vor der Pogromnacht einzog, ist nicht bekannt. Unter dem Sockelgeschoss lagen der Heizungskeller, die Waschküche und das Ritualbad.

## Pogromnacht 1938 und die Folgen

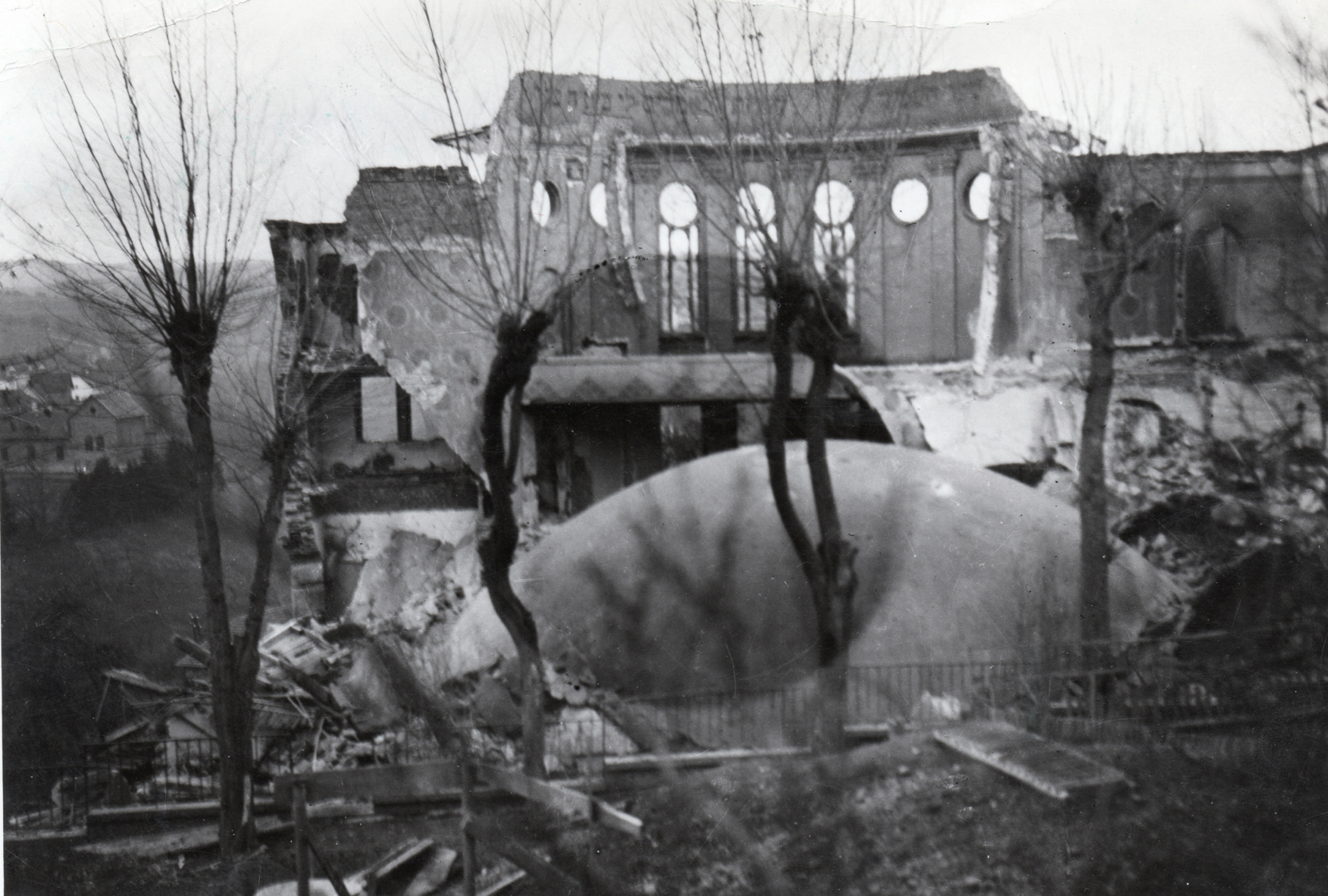
Die Bad Wildunger Synagoge nach der Teilsprengung am 19. November 1938

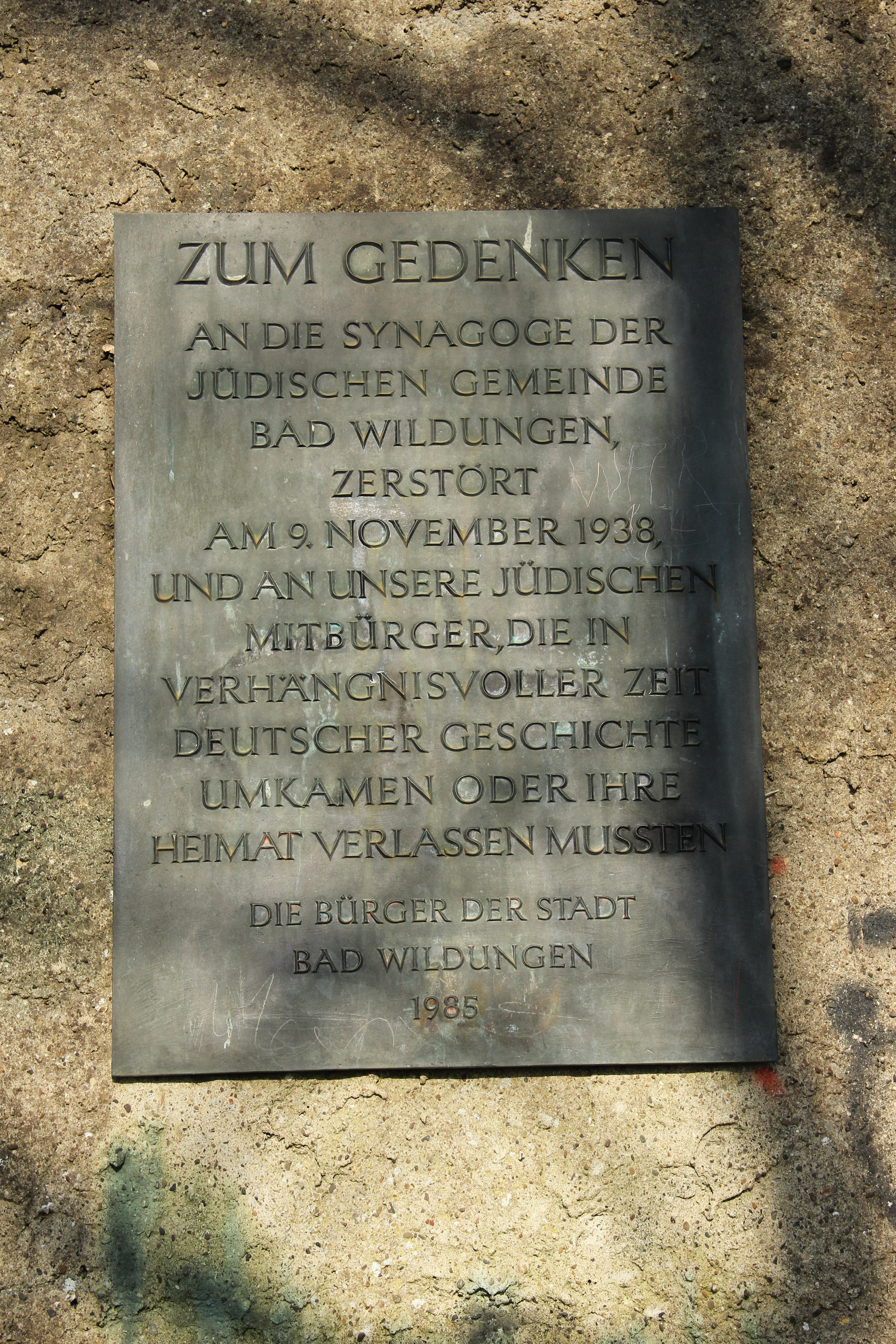
Gedenktafel am Dürren Hagen

In der Nacht vom 9. auf den 10. November 1938 wurde die Synagoge geplündert und durch Brandstiftung zerstört. Die Feuerwehr war zwar anwesend, schützte jedoch nur die benachbarten Gebäude.
„Am 9. November, gegen 23 Uhr wurde die Synagoge von SA-Leuten in Zivil und einigen BdM-Mädchen erbrochen, sämtliche Einrichtungsgegenstände zerstört. ... Auch die Wohnung des erst vor ca. 2 Wochen eingezogenen jungen jüdischen Lehrers wurde vollständig zerstört. ... Die Feuerwehr war gegen 4 Uhr still alarmiert worden, hielt am Gebäude Wache. ... gelöscht werden solle nicht. Die Tätigkeit nur beschränke sich auf Schutz der anliegenden Gebäude.“
Gerd Buchheim erzählt, wie er und sein Bruder Fritz zwei Thorarollen der Synagoge retteten und nach Bolivien brachten, als ihre Familie aus Deutschland floh. Es wird angenommen, dass sich die Thora noch heute in der Synagoge in Cochabamba, Bolivien, befinden. Der Vorstand der Israelitischen Gemeinde musste bereits einen Tag darauf das Grundstück an die Stadt Bad Wildungen abtreten, die „als Gegenleistung“ die Reste der Synagoge entfernte. Am 13. Dezember 1938 wurde das Kuppeldach gesprengt. 1951 verkaufte die Stadt das Grundstück an einen Privatmann, heute sind keine Reste der Synagoge mehr sichtbar. Ein 1946 auf dem ehemaligen Synagogengrundstück errichteter Gedenkstein wurde später auf den jüdischen Friedhof gestellt. Eine 1985 eingeweihte Gedenktafel befindet sich am Dürren Hagen, ein wenig entfernt von dem Grundstück.